# Spathopygus eburioides
Spathopygus eburioides là một loài bọ cánh cứng trong họ Cerambycidae.